# ヘンリー・コスター (映画監督)
ヘンリー・コスター（Henry Koster、1905年5月1日 - 1988年9月21日）は、ドイツ出身、アメリカ合衆国の映画監督である。
物理学者のマイケル・コスタリッツは甥に当たる。

## 人物
ベルリン出身。ユダヤ人である。本名は Herman Kosterlitz。母親は無声映画の伴奏でピアノを演奏していた。コスターは当初脚本家として活躍し、1932年にコメディ映画『Das Abenteuer der Thea Roland』で監督デビューした。2作目の『Das häßliche Mädchen』を制作中の1933年、ナチスの迫害を恐れ、同作品の脚本を共同で書いた Felix Joachimson（のちにフェリックス・ジャクソンに改名）とフランスへ逃れた。
1936年、アメリカのユニバーサル・スタジオと契約。ディアナ・ダービン主演の『天使の花園』を監督した。

## 作品
- 歌え！ドミニク
- ボクいかれたヨ！
- 恋愛留学生
- Ｈ氏のバケーション
- フラワー・ドラム・ソング
- 砂漠の女王
- 裸のマヤ
- 再会
- いとしの殿方
- ヴァージン・クイーン
- あの日あのとき
- 美わしき思い出
- デジレ
- 聖衣
- 謎の佳人レイチェル
- 人生模様
- ハーヴェイ
- ダニー・ケイの検察官閣下
- 星は輝く
- 幸福の森
- 気まぐれ天使
- 嘘つきお嬢さん
- 百万人の音楽
- 青きダニューヴの夢
- 銀の靴
- 庭の千草
- 巴里の評判娘
- 再び戦場へ
- オーケストラの少女
- 天使の花園
- 人形の母
- 恋人の日記
- カタリナの幸福
- ペエテルの歓び